# Ingerana reticulata
Espèce
Synonymes
- Platymantis reticulatus Zhao & Li, 1984
- Micrixalus reticulatus (Zhao & Li, 1984)
- Liurana reticulata (Zhao & Li, 1984)

Statut de conservation UICN

 DD  : Données insuffisantes
Ingerana reticulata est une espèce d'amphibiens de la famille des Dicroglossidae.

## Répartition
Cette espèce est endémique de la Région autonome du Tibet en Chine. Elle se rencontre dans le xian de Mêdog à environ 890 m d'altitude.
Sa présence est incertaine en Inde.

## Publication originale
- Zhao & Li, 1984 : A new species of the genus Platymantis (Amphibia: Ranidae) from Xizang. Acta Herpetologica Sinica, New Series, vol. 3, no 3, p. 55–57.